# Bayhaki
|  | Aquest article tracta sobre oficial gaznèvida. Si cerqueu l historiador, vegeu «Abu l-Fadl Muhammad ibn Husayn Katib Bayhaki». |

Bayhaki o Bayhaqi (nom complet Amir ak Abu l-Hasan Ahmad ibn Muhammad al-Bayhaki al-Anbari) (mort 1056) fou un oficial gaznèvida al Khurasan de la família dels Bayhak del grup Anbar.
Era un terratinent a Bayhaq on va construir una madrassa. Va defensar el pont de Tirmidh a l'Oxus contra Čaghrı Beg Daud. Va ser governador de la fortalesa uns 15 anys segons Ibn Funduk, però probablement fou menys temps. Segons l'historiador seljúcida Sadr al-Din Husayni, després del fracàs de la contraofensiva del sultà Mawdud ben Masud (1043/1044), sent la seva posició insostenible, va rendir honorablement Tirmidh i va entregar els seus dominis de Bayhan al visir seljúcida (de Čaghri Beg) Abu Ali Shadan, retirant-se a Gazni. Segons Ibn Funduk no va voler servir als seljúcides 8que li haurien ofert passar al seu servei) i va exercir més tard alguns càrrecs pels gaznèvides (la cancelleria sota els sultans Mawdud ben Mahmud i Masud II ben Mawdud, i després una secretaria sota Farrukhzad ben Masud).
Va morir en el regnat de Farrukhzad ben Masud (1052-1059), el desembre del 1056. El seu fill Muhammad també va ocupar alguns càrrecs sota els sultans gaznèvides.